# Quita Sueño

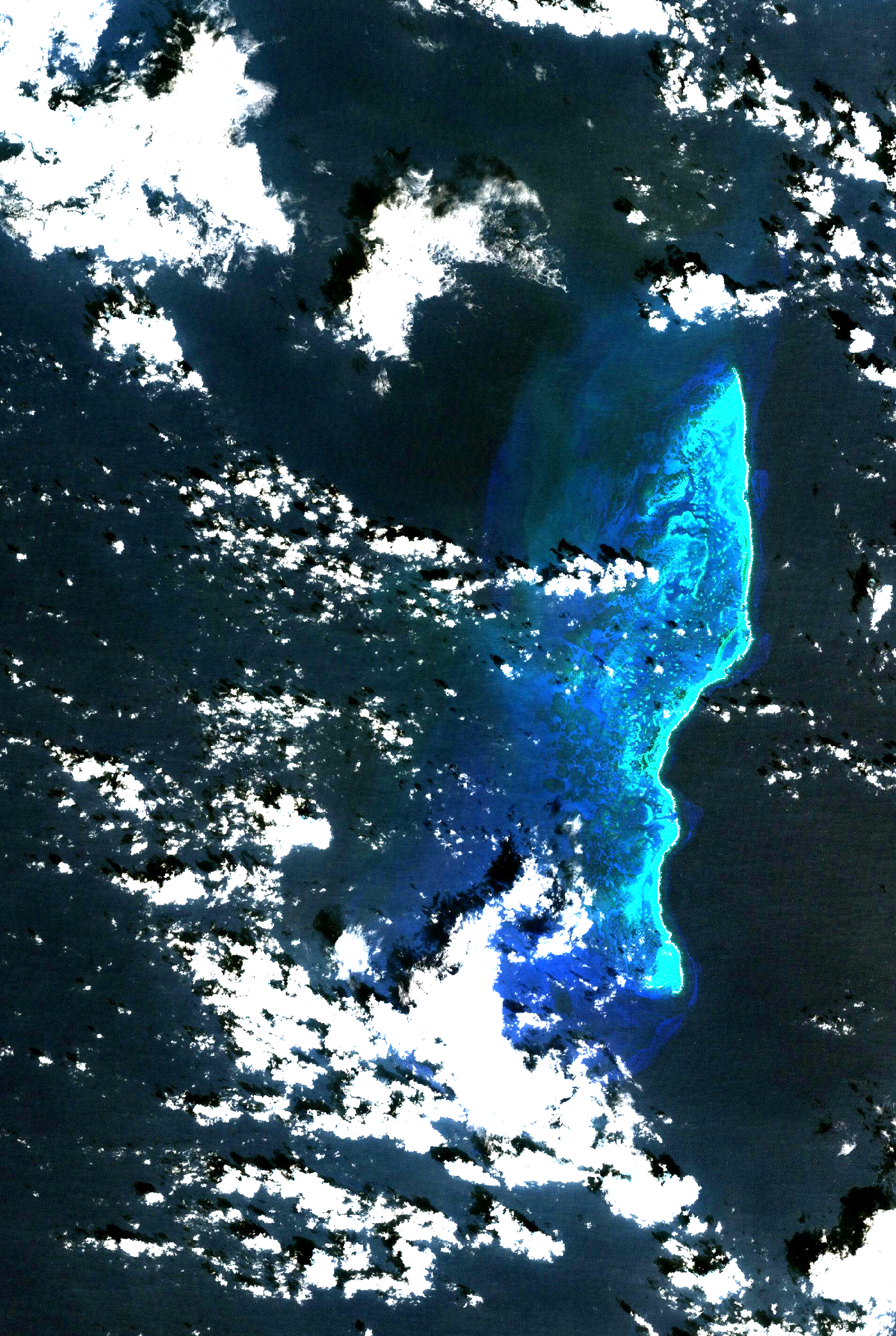
Satellietfoto van Landsat

Quita Sueño (Spaans: Banco Quitasueño) is een in de Caraïbische Zee gelegen koraalrif. Het rif ligt 110 km ten noordoosten van het eiland Providencia. Quita Sueño werd in 1869 opgeëist door de Amerikaan James Jennett onder de Guano Islands Act ten behoeve van de winning van guano. In 1972 (geratificeerd in 1981) tekenden de VS en Colombia een verdrag waarin staat dat de VS afstand doen van hun aanspraak op diverse guano-eilanden in deze regio. Hiertoe behoorde ook Quita Sueño, maar anders dan bij de andere eilanden beschouwen de VS dit rif niet als een eiland, maar als een deel van de zee en dus niet als gebied waarover soevereiniteit opgeëist kan worden. De VS deden dus eenvoudigweg afstand van haar eigen eis zonder de Colombiaanse aanspraak te erkennen. Volgens Colombia kan het rif echter wel aan soevereiniteit onderworpen worden en het land beschouwt dit rif dan ook als onderdeel van het departement San Andrés en Providencia. Naast Colombia maakt ook Nicaragua aanspraak op het eiland. 